# 岸本正男
岸本 正男（きしもと まさお、1945年9月23日 - ）は、日本の実業家。株式会社沖縄タイムス社代表取締役社長、代表取締役会長、相談役を歴任。

## 来歴
沖縄県生まれ。駒澤大学卒業。1969年、沖縄タイムス社入社。嘉手納支局長、東京支社編集部などを経て、代表取締役社長に就任。
2010年、代表取締役会長。
2015年、相談役。